# Open Water Diver
Open Water Diver (také známo pod zkratkou OWD) je vstupní kurz, který je nutný pro skutečné přístrojové potápění. Označení OWD především využívá asociace PADI (Professional Association of Diving Instructors), která se zabývá výukou potápění skoro po celém světě.

## Podmínky
Podmínky, které jsou nutné pro kurz Open Water Diver, jsou:
- Minimální věk věk 15 let: pokud je daný jedinec mladší 15 let a zároveň je starší 10 let, je možné se souhlasem rodičů absolvovat kurz a dosáhnout tak kvalifikace Junior Open Water Diver, která po dosažení 15 let bude překvalifikována na Open Water Diver. V případě, že daný účastník je v rozmezí 10 a 12 let, je nutný doprovod rodičů nebo poručníka.

- Fyzické podmínky: pro základní kurz je nutné mít potvrzení od lékaře, že je uchazeč schopen přístrojového potápění. Uchazeč musí také podepsat prohlášení, že se u něj nemohou projevit žádná zdravotní rizika, která by mohla zapříčinit zranění, či dokonce smrt.

- Schopnosti ve vodě: před prvním nácvikem potápění s přístrojem musí uchazeč předvést své dovednosti ve vodě. Taková zkouška obsahuje přeplavání bazénu s pomocí masky, šnorchlu a ploutví, nebo dokonce i potopení se na dno bazénu na nádech.

## Průběh kurzu
Kurz Open Water Diver se skládá ze tří částí výcviku.

### Teoretická část
V této části kurzu uchazeč dostane (zakoupí) materiál, z kterého se bude teorii učit. Každá potápěčská škola má své rutiny, podle kterých postupuje. Některé školy preferují jednu rozsáhlou hodinu teorie, kdy vše vysvětlí a následně během kurzu s uchazeči probírá detaily. Jiné školy naopak preferují speciální, jen na teorii zaměřené hodiny. Stejně jako uchazeč chodí na potápění v bázénu, dochází i na hodiny teorie.
Během teoretické části se naučí základní informace pro bezpečné potápění. Tato teorie se nejčastěji rozděluje do 5 částí. Uchazeč se seznámí jak s vybavením, které bude používat, tak i se základy fyziologie těla nebo na jakém fyzikálním principu potápění ve vodě funguje.

### Ponory v bazénu
Jak už bylo zmíněno výše, tato část probíhá buď po absolvování základů teorie nebo současně s teoretickou částí. V této části si už uchazeč nasadí kompletní vybavení (neopren, závaží, láhev se vzduchem, žaket, automatiku, masku, ploutve) a po instrukcích se konečně zanoří pod vodu. Bude se zde učit například jak se udržet ve stejné hloubce, či třeba jak si sundat část výstroje a znovu ji zpátky nasadit.

### Ponory na volné vodě
Jakmile uchazeč zvládne první dvě části, začínáte se s ponory na volné vodě. Když instruktor dojde k závěru, že je uchazeč schopný absolvovat volný ponor, společně se skupinou jede (nejčastěji v ČR) na lom. Po absolvování 4 ponorů na volné vodě (instruktor má vždy hlavní slovo a může prohlásit, že je nutný ještě nějaký ponor navíc) je hotovo. Jakmile poté uchazeč složí písemnou zkoušku, stává se oficiálně majitelem licence Open Water Diver.

## K čemu OWD opravňuje
Jakmile někdo vlastní certifikaci OWD, je oprávněn potápět se na volné vodě do hloubky 18 metrů, společně s alespoň stejně kvalifikovaným potápěčem (tzv. buddy – v překladu se dá chápat jako "parťák") po celém světě.
Zároveň je oprávněn využívat služeb obchodů s potápěčským vybavením, jako je například půjčení výbavy, či doplnění láhve, a zároveň má možnost pokračovat v rozšiřování svých znalostí dalším stupněm kurzu, který si vybere.